# راديو فيرجن الأردن

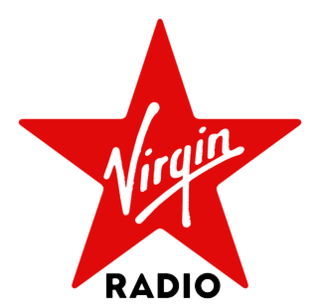
صورة لشعار راديو فيرجن باللغة الإنجليزية

أطلق راديو فيرجن 93.7 في سيتي مول عمّان – الأردن في 24 نوفمبر 2009. بعد إطلاق راديو فيرجن في مدينة دبي عام 2008، أصبح راديو فيرجن الأردن ثاني راديو فيرجن في منطقة الشرق الأوسط.